# Tafana silhavyi
Tafana silhavyi là một loài nhện trong họ Anyphaenidae.
Loài này thuộc chi Tafana. Tafana silhavyi được Lodovico di Caporiacco miêu tả năm 1955.